# Siddhithumka
Siddhithumka – gaun wikas samiti we wschodniej części Nepalu w strefie Meći w dystrykcie Ilam. Według nepalskiego spisu powszechnego z 2001 roku liczył on 676 gospodarstw domowych i 3454 mieszkańców (1754 kobiet i 1700 mężczyzn).